# Lesgiwal
Lesgiwal (Lesgisch: лезги́вал/lesgiwal) ist der Brauch, das Lebensgesetz und die Weltanschauung des Lesginen. Zu den Grundlagen der Lesgiwal-Regeln gehören der Respekt vor Älteren und Frauen, sich nicht vor dem Stärkeren zu verneigen, Mitgefühl für die Schwachen, Ehrlichkeit, Ehre und Mut. Wo auch immer sich ein Lesgin zu jeder Zeit aufhält, sein Verhalten gegenüber der Umwelt unterliegt diesem Gesetz.

## Traditionen

### Glaube (Chalaxwal)
Nach Ansicht der Lesgiwal besteht der Hauptzweck und -sinn des Lebens eines Lesginen darin, seinem Volk (Lesgi) und seiner Religion (Islam) zu dienen. Der Lesgier toleriert Vertreter anderer Religionen und Nationalitäten und zwingt anderen niemals seine eigenen Ansichten (Lesgiwal) oder seine Lebensweise (Islam) mit Gewalt und Unterdrückung auf. Wahre Religion und Gerechtigkeit sind die höchsten geistigen Ziele der Lesgis. Der Lesgier betont seine Religiosität nicht, denn er tauscht nicht "wahre Religion gegen Show-Religion".

### Ehren (Zhuvwal)
Das Wertvollste an einem Lesgin ist seine Ehre und Würde. Alle anderen Güter dieser Welt können wiedergewonnen werden, wenn sie einmal verloren sind, aber verlorene Ehre und Würde können nur durch einen ehrenvollen Tod wiedergewonnen werden. Deshalb begehrt er nicht die Ehre anderer. Ein Lesgin behandelt eine Frau mit Respekt und Ehre. Unter keinen Umständen wird er sich oder anderen erlauben, sie zu beleidigen oder zu demütigen. Für einen Lesgin sind die Ehre und Würde einer Frau heilig.

### Respekt (Qilixval)
Lesgins stehen immer auf, wenn ein älterer Mensch kommt, auch wenn sie ihn nicht erkennen. Im Umgang mit Menschen muss ein Lesgin, unabhängig von ihrem sozialen Status oder Alter, äußerst höflich, zurückhaltend und bescheiden sein. Gleichzeitig sollte er oder sie sowohl in Freude als auch in Trauer respektvoll sein und in jeder Situation Gelassenheit bewahren. Das Leben eines Lesgins sollte ein Beispiel für hohe Moral, Weisheit und Mut für die jüngere Generation sein.

### Mitgefühl (Xsanwal)
Ein Lesgin muss den Schwachen und Machtlosen gegenüber mitfühlend sein. Er sollte nicht nur mit den Menschen Mitgefühl haben, sondern auch mit den Tieren, die keinen Verstand haben und sich nicht vor menschlicher Grausamkeit schützen können. Wenn möglich, sollte ein Lesgin es vermeiden, mit jemandem zu kämpfen, der schwächer ist als er selbst, denn ein solcher Kampf wird ihm keinen Ruhm einbringen. Aber er sollte nie zögern, gegen einen stärkeren Gegner zu kämpfen.

### Tapferkeit (Vikehval)
Ein Lesgin muss seinen Körper und seinen Geist durch regelmäßige Übungen entwickeln. Er muss die Kraft und das Wissen haben, um die Ehre seiner Nation und seiner Religion angemessen zu verteidigen, wenn es nötig ist. Denn um wahren Glauben, Einheit und Gerechtigkeit zu erreichen, braucht man genügend Kraft und Wissen.